# E.P.S -Eiko PRIMARY SELECTION-
『E.P.S -Eiko PRIMARY SELECTION-』（イー・ピー・エス エイコ・プライマリー・セレクション）は、島みやえい子のベストアルバム。2011年6月29日にNBCユニバーサル・エンターテイメントジャパンから発売。

## 解説
- 本作は島みやのメジャーデビュー5周年を記念して制作されたものであり、5年間に発表されたテレビアニメ・実写映画『ひぐらしのなく頃に』の主題歌に起用された楽曲、アルバムの楽曲のうち、I'veクリエイターによるオリジナルの書き下ろし新曲2曲を収録したベスト・アルバム[1]。
- 2010年6月から病気療養のため活動を休止していたが、2011年5月に復帰後、自身初となる作品である[2]。
- 本作は、ジェネオン・エンタテインメントからリリースされた最後の作品となった。このアルバムの発表と同時に、I'veを卒業することを発表し[3]、フリーランス活動を開始した。
- ゲームソングはほとんど収録されていなかったが、2003年に発表されたPCゲーム『朱 -Aka-』挿入歌「砂の城 -The Castle of Sand-」と2000年に発表されたPCゲーム『せんぱい』オープニングテーマ「Dreamer」の新バージョンが収録されている。
- また、シングル曲「誓い」が表記はないがアルバムバージョンであり、シングルバージョンとはアレンジが異なっている。

## 収録内容
全作詞：島みやえい子（特記以外）
| #         | タイトル                               | 作詞      | 作曲         | 編曲                 | 時間  |
| --------- | -------------------------------------- | --------- | ------------ | -------------------- | ----- |
| 1.        | 「ひぐらしのなく頃に」                 |           | 中沢伴行     | 中沢伴行・高瀬一矢   | 4:24  |
| 2.        | 「Super scription of data」            |           | 高瀬一矢     | 高瀬一矢             | 4:33  |
| 3.        | 「VANILLA」                            |           | 島みやえい子 | 高瀬一矢             | 6:03  |
| 4.        | 「太陽」                               |           | 島みやえい子 | SORMA No.1           | 7:30  |
| 5.        | 「誓い」                               |           | 中沢伴行     | 中沢伴行・尾崎武士   | 4:34  |
| 6.        | 「ひかりなでしこ」                     |           | 島みやえい子 | 西岡俊明・京田誠一   | 6:04  |
| 7.        | 「奈落の花」                           |           | 中沢伴行     | 中沢伴行             | 5:00  |
| 8.        | 「Dreamer -2011 Remix-」               | 高瀬一矢  | 高瀬一矢     | SORMA No.1           | 4:25  |
| 9.        | 「砂の城 -The Castle of Sand-」        | 片岡とも  | 高瀬一矢     | 高瀬一矢             | 6:13  |
| 10.       | 「WHEEL OF FORTUNE (運命の輪)」        |           | 高瀬一矢     | 高瀬一矢             | 5:00  |
| 11.       | 「スカラベの祈り -brown sugar style-」 |           | 島みやえい子 | 高瀬一矢             | 7:40  |
| 12.       | 「River」                              |           | 島みやえい子 | 酒井由紀子・中沢伴行 | 5:08  |
| 13.       | 「inner child」                        |           | 島みやえい子 | SORMA No.1・高瀬一矢 | 5:35  |
| 合計時間: | 合計時間:                              | 合計時間: | 合計時間:    | 合計時間:            | 72:09 |